# Israir
Israir (hebräisch ישראייר, zuvor im Markenauftritt Emek Wings) ist ein privates israelisches Flug- und Touristikunternehmen mit Sitz in Tel Aviv und Basis auf dem Flughafen Ben Gurion.

## Geschichte
Israir wurde 1989 unter dem Namen Kanfei HaEmek (Emek Wings) gegründet. 1996 wurde sie in Israir umbenannt und begann 1999 mit internationalen Flügen. Die Gandon Group war Alleineigentümer der Fluggesellschaft, die im Juni 2004 zum ersten Mal die Strecke von Tel Aviv zum John F. Kennedy International Airport in New York als Charterflug bediente. Als Israir als reguläre Fluggesellschaft vor Gericht anerkannt wurde, konnte sie diese Flüge auch im Liniendienst anbieten, sie wurden seither jedoch wieder eingestellt.
Nachdem El Al im Mai 2015 schon einmal Israir übernehmen wollte, wurde im Juli 2017 der Zusammenschluss von Israir mit der Tochtergesellschaft von El Al, Sun d’Or bekannt gegeben. Der bisherige Eigentümer von Israir, die Reisegruppe IDB Tourism sollte 24 Millionen Dollar und 25 Prozent der d’Or bekommen. Der Zusammenschluss wurde letztendlich abgesagt.

## Flugziele
Israir führt Inlandsflüge vom Flughafen Ben Gurion nach Haifa und Eilat sowie internationale Flüge nach Europa durch. Im deutschsprachigen Raum werden derzeit der Flughafen Berlin Brandenburg und Flughafen Salzburg angeflogen. Vor der Corona-Pandemie wurde der Flughafen Stuttgart bedient. Des Weiteren werden Charterflüge angeboten.

## Flotte

### Aktuelle Flotte

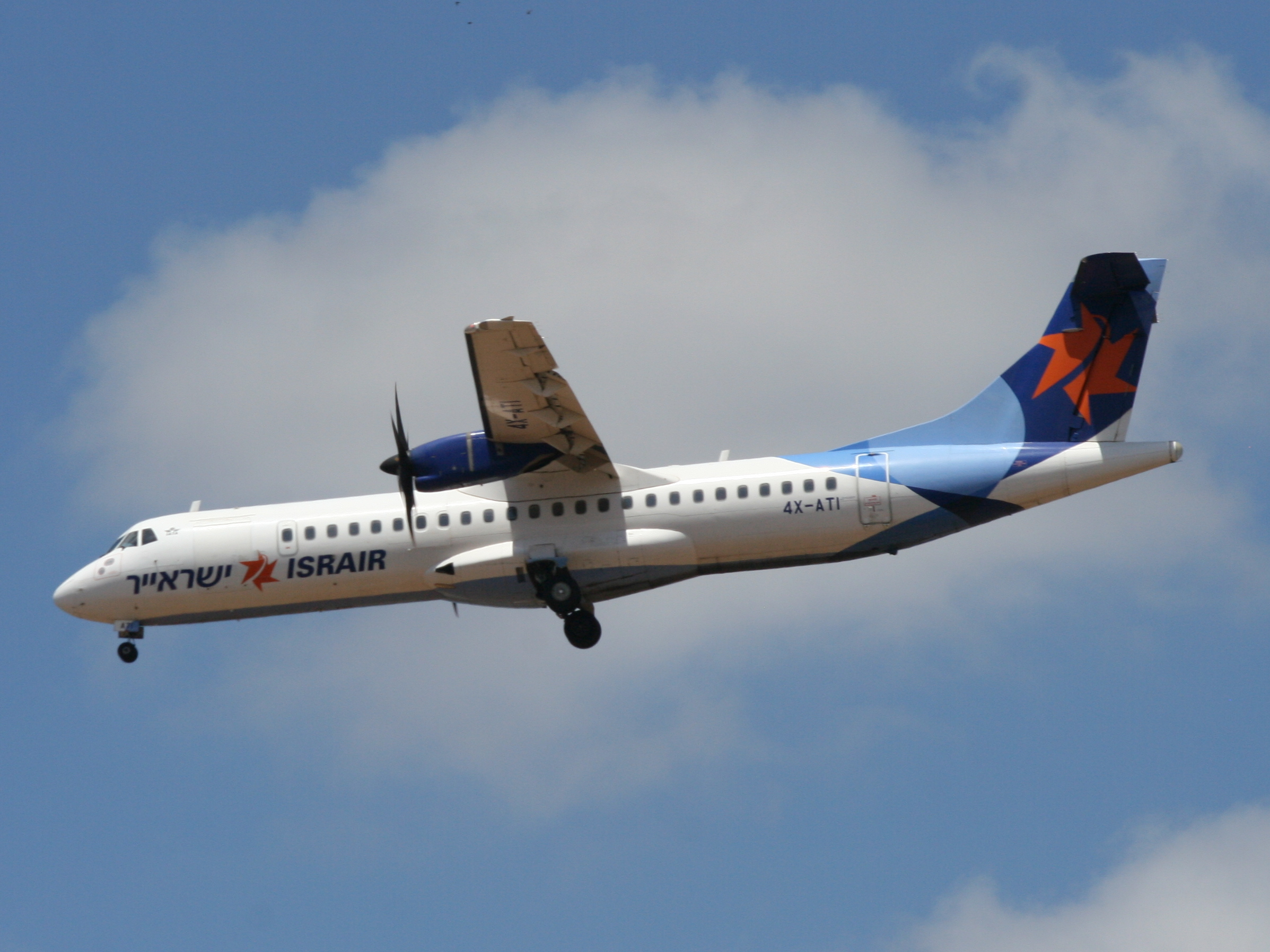
ATR 72-500 der Israir

Mit Stand August 2025 besteht die Flotte der Israir aus sechs Flugzeugen mit einem Durchschnittsalter von 12,6 Jahren:
| Flugzeugtyp     | Anzahl | bestellt | Anmerkungen                      |
| --------------- | ------ | -------- | -------------------------------- |
| Airbus A320-200 | 9      |          | einer mit Sharklets ausgestattet |
| Gesamt          | 9      | -        |                                  |

### Ehemalige Flugzeugtypen

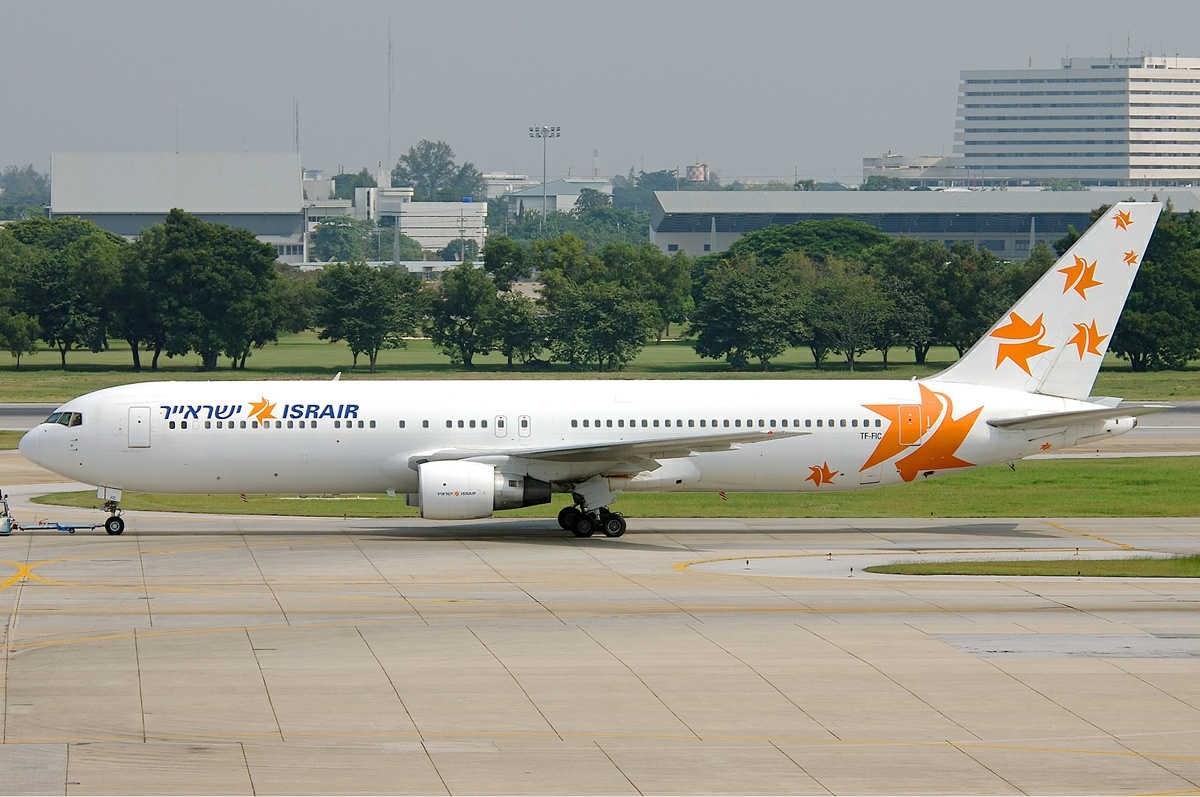
Boeing 767-300ER (Kennzeichen TF-FIC) der Israir

Darüber hinaus setzte Israir in der Vergangenheit noch folgende Flugzeugtypen ein:
- Airbus A330
- ATR 42
- ATR 72-500
- Boeing 737
- Boeing 757
- Boeing 767

## Trivia
- Israir stellt mit der SkyTorah eine Torarolle im Flugzeug für orthodoxe jüdische Kunden zur Verfügung.
- Israir bietet trotz religiöser Gebote und im Gegensatz zur El Al auch Samstagsflüge an.